# Левкин (починок)
Левкин — починок в Никольском районе Вологодской области.
Входит в состав Нигинского сельского поселения, с точки зрения административно-территориального деления — в Нигинский сельсовет.
Расстояние по автодороге до районного центра Никольска — 24 км, до центра муниципального образования Нигино — 6 км. Ближайшие населённые пункты — Кошелево, Прудишная, Горка-Кокуй.
По переписи 2002 года население — 44 человека (19 мужчин, 25 женщин). Всё население — русские.